# Gai Matiè
Gai Matiè (en llatí Caius Matienus) va ser un duumvir navalis nomenat juntament amb Gai Lucreci Gal l'any 181 aC. Va participar en la lluita d'aquell any contra el poble dels lígurs i va aconseguir la captura de trenta-dos vaixells de l'enemic.